# Natural Born Killaz
Natural Born Killaz è un singolo di musica hip hop interpretato in collaborazione da Dr. Dre e Ice Cube per la colonna sonora del cortometraggio Murder Was the Case.
Originariamente pensata per l'abortito album Heltah Skeltah, la canzone, scritta da J-Flexx (James Anderson) e Ice Cube (O'Shea Jackson), fu in seguito adottata dal tag team di wrestling The Gangstas come musica d'entrata sul ring durante la loro permanenza nella Extreme Championship Wrestling negli anni novanta.

## Il brano
Questa fu la prima volta che i due collaboravano insieme sin dallo scioglimento dei N.W.A. Il singolo fu pubblicato nel 1994 negli Stati Uniti, ma in Europa arrivò solo un anno dopo. Nei crediti di produzione figurano  Soopafly alle tastiere e Nanci Fletcher, Danette Williams e Barbara Wilson ai cori.
Il testo del brano tratta tematiche che spaziano dall'omicidio di massa, al film Terminator, da O. J. Simpson alla schizofrenia, da Charles Manson a Rodney King, da Jeffrey Dahmer al suicidio di Kurt Cobain.

## Video musicale
Il video fu pubblicato il 27 novembre 1994. In esso viene mostrata una coppia (interpretata da Priest "Soopafly" Brooks e Nanci Fletcher) che cammina per la strada fino a quando, vengono insultati e presi in giro da un gruppo di teppisti afroamericani. Anche se l'introduzione è diversa nel video rispetto a quella del singolo, entrambe incorporano il suono di un colpo di pistola e l'urlo di una donna lasciando sottintendere un omicidio. L'inquadratura finale del video include un cameo del rapper Tupac Shakur, prima della sua associazione con la Death Row Records, nella parte di un cecchino della SWAT che prende di mira il personaggio di Ice Cube. Esiste una versione alternativa del video che mostra immagini di lotta reminiscenza della rivolta di Los Angeles del 1992 mentre Dr. Dre ed Ice Cube rappano dall'alto di una autobus rovesciato. Questa versione precedentemente inedita è stata inserita nel documentario Death Row Uncut del 2000.

## Tracce
CD singolo
1. Natural Born Killaz (Radio Edit) – 4:16
2. Natural Born Killaz (Video Edit) – 6:33
3. Natural Born Killaz (LP Version) – 4:52
4. What Would You Do (featuring Tha Dogg Pound) (LP Version) – 5:09

Vinile 12"
1. Natural Born Killaz (Radio Edit) – 4:16
2. Natural Born Killaz (LP Version) – 4:52
3. U Better Recognize (featuring Sam Sneed) (LP Version) – 3:55

## Cover
Nel 1996 il brano è stato reinterpretato da Christ Analogue nella compilation electro-industrial Operation Beatbox.
Nel 2014 la canzone è stata reinterpretata dal gruppo heavy metal statunitense Conducting from the Grave e pubblicata come singolo gratuito. Questa fu l'ultima uscita della band prima dello scioglimento.